# تروبيكوس
تروبيكوس Tropicos هي قاعدة بيانات نباتية على الإنترنت تحتوي على معلومات تصنيفية عن النباتات التي بمعظمها من
النطاق البيئي للمنطقة المدارية الجديدة (الوسطى، وأمريكا الجنوبية). وقاعدة البيانات هذه تدار من قبل حديقة ميزوري النباتية وأنشئت منذ أكثر من 25 عاماً. تحتوي قاعدة بيانات تروبيكوس على صور ومعلومات تصنيفية وبيانات ببليوغرافية لأكثر من 4.2 مليون عينة عشبية. وبالإضافة إلى ذلك، تحتوي تروبيكوس على بيانات أكثر من 49,000 من المنشورات العلمية. يمكن الاستعلام في تروبيكوس باللغات الإنجليزية والفرنسية والإسبانية. أقدم السجلات في قاعدة البيانات تعود إلى عام 1703.